# Belfast (Schiff, 1820)
Die Belfast war ein Raddampfer. Das Dampfschiff verkehrte als Paketschiff zwischen Liverpool und Dublin und war eines der ersten, das die Irische See überquerte.
Das Schiff wurde in der Werft Ritchie gebaut und war mit einer 70 PS starken Dampfmaschine der Firma Robert Napier & Sons ausgerüstet.